# Лукшино (Сафоновський район)
Лукшино (рос. Лукшино) — присілок Сафоновського району Смоленської області Росії. Входить до складу Вишегорського сільського поселення.
Населення — 21 особа (2007 рік). 